# Савенки (Брянская область)
Савенки — деревня в Стародубском муниципальном округе Брянской области.

## География
Находится в южной части Брянской области на расстоянии приблизительно 9 км на восток-северо-восток от районного центра города Стародуб.

## История
Упоминалась с начала XVIII века. В середине XVIII века — владение черниговского монастыря. В XVII—XVIII веках входила во 2-ю полковую сотню Стародубского полка. В 1859 году здесь (деревня Стародубского уезда Черниговской губернии) было учтено 20 дворов, в 1892—92. До 2020 года входила в состав Меленского сельского поселения Стародубского района до их упразднения.

## Население
Численность населения: 327 человек (1859 год), 324 (1892), 79 человек в 2002 году (русские 96 %), 82 в 2010.